# Bundesautobahn 535
La Bundesautobahn 535, abbreviata anche in BAB 535, è una breve autostrada tedesca della lunghezza di 13 km che collega le città di Velbert (e l'autostrada BAB 44 ) e di Wuppertal (e l'autostrada BAB 46 ).

## Percorso
| BAB 535 |           |                      |      |                |                |
| Tipo    | n° uscita | Indicazione          | km   | Corrispondenze | Strada europea |
|         | 1         | Dreieck Velbert Nord | 13,4 |                |                |
|         | 2         | Velbert              | 11,6 |                |                |
|         | 3         | Tonisheide           | 8,9  |                |                |
|         | 4         | Wulfrath             | 6,8  |                |                |
|         | 5         | Wuppertal Dornap     | 1,7  |                |                |
|         | 6         | Sonnborner Kreuz     | 0,0  |                |                |